# Chiesa della Madonna delle Grazie (Misterbianco)
La Chiesa della Madonna delle Grazie è un edificio di tipo religioso situato nel cuore del centro storico di Misterbianco, edificato a poche settimane dall'eruzione dell'Etna del 1669. Inizialmente non era stata progettata per essere la Chiesa madre o matrice, come viene chiamata nel gergo dai residenti, poiché la chiesa principale, secondo i progetti di allora, avrebbe dovuto essere la Chiesa di San Nicolò (costruita quasi simultaneamente a questa). L'ampia cripta ospita un Museo di Arte sacra.

## Descrizione

### Esterno

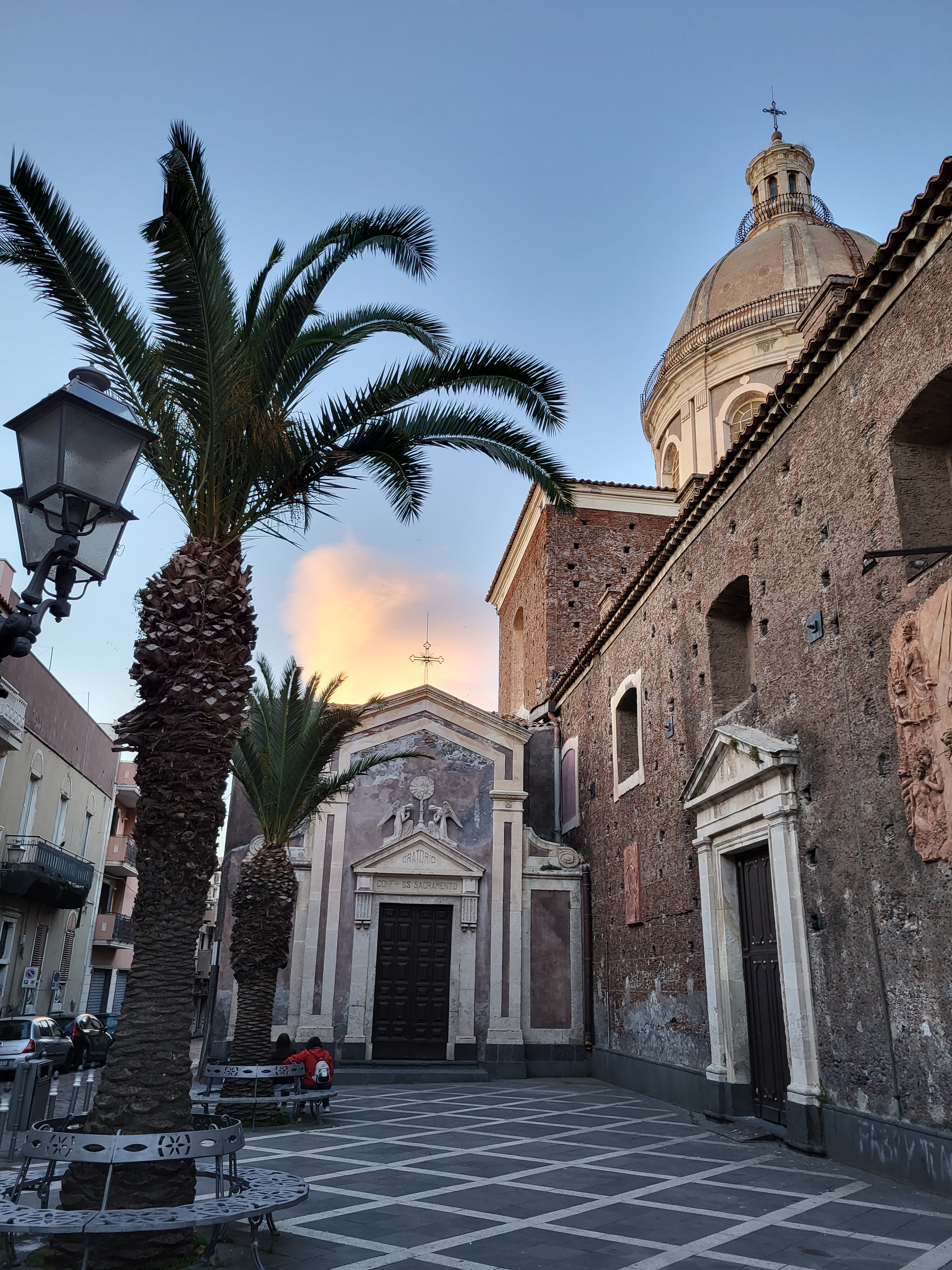
Il piazzale esterno della chiesa della Madonna delle Grazie.

L'esterno della chiesa si affaccia sulla piazza Papa Giovanni XXIII. Sulla stessa piazza si affaccia, oltre alle tre entrate della chiesa che riconducono alle navate, anche l'ingresso dell'ex oratorio (attualmente non più in uso e sostituito da altri locali).
Della vecchia chiesa, resta solo parte dell'antico campanile. La facciata della chiesa è stata costruita ispirandola il più possibile all'omonima chiesa principale distrutta, e in cima alle tre entrate, sono state collocate le statue che raffigurano il Cristo Re, San Pietro e San Paolo.

### Interno
L'interno della chiesa è ripartito in tre navate. L'apparato decorativo realizzato da Giuseppe Barone, comprende un ciclo di affreschi raffiguranti gli evangelisti Giovanni e Luca nell'abside, opere del 1935.
- Absidiola destra: Cappella di Maria Santissima delle Grazie. Nell'ambiente è custodita la statua raffigurante la Madonna delle Grazie, risalente al 1589, opera di scuola gaginiana.[1] La scultura marmorea, custodita nella primitiva chiesa di Campanarazzu, fu miracolosamente salvata dall'eruzione dell'Etna del 1669. Recentemente restaurato, l'apparato pittorico fu realizzato da Giuseppe Barone, con la collaborazione del suo allievo Pippo Giuffrida, autori dei quadroni, uno dei quali raffigurante l'Annunciazione del 1936.

Alle pareti sono presenti inoltre alcune tele riconducibili allo stesso periodo di cui in una viene ritratta un'immagine di san Francesco d'Assisi, ed infine è presente una pregiata statua raffigurante sant'Antonio di Padova.

### Cripta

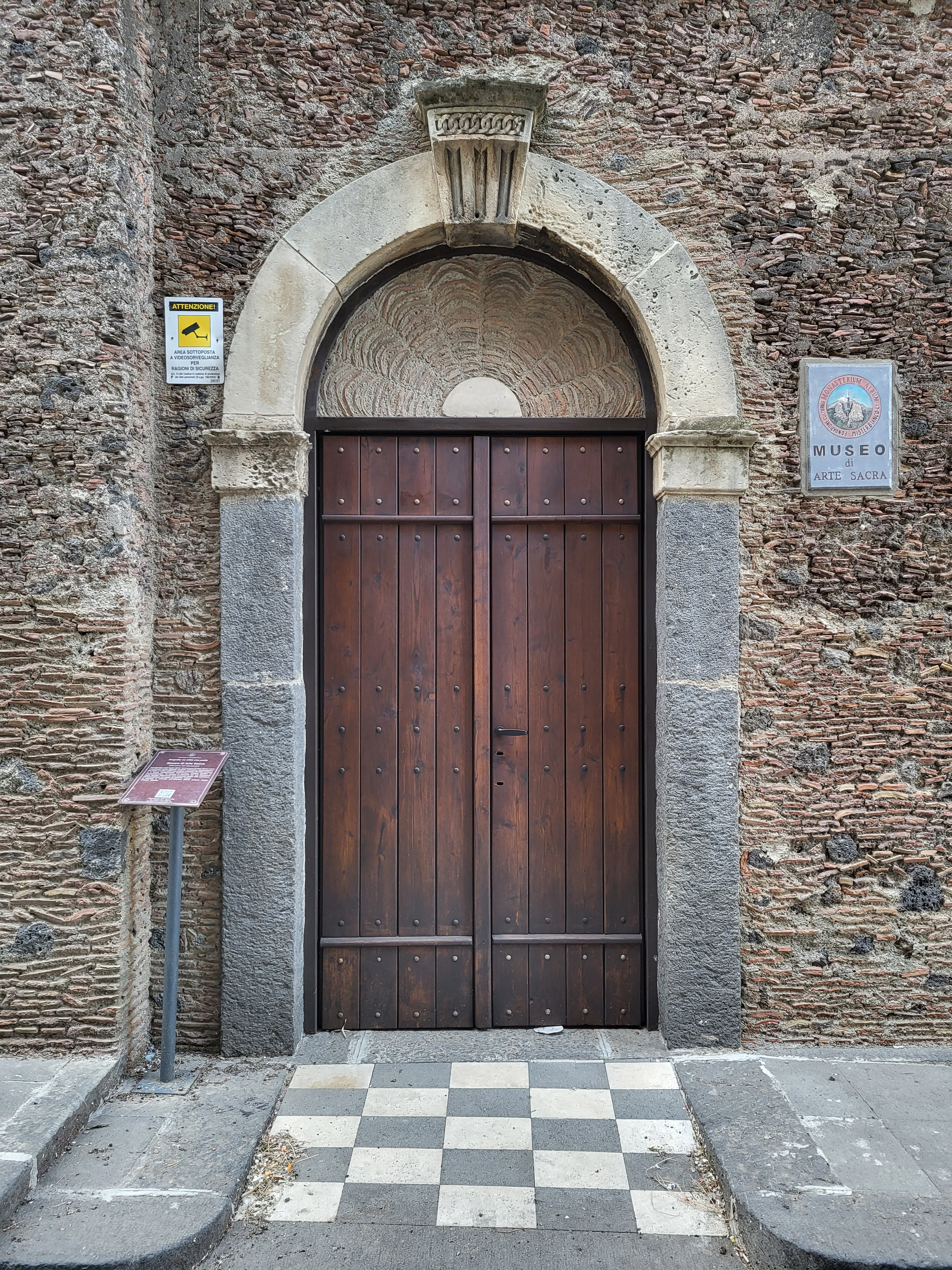
L'ingresso del museo di arte sacra.

La grande cripta della chiesa madre, oggi si trova al livello stradale. Era dotata di un sistema a doppio ipogeo: un cappellone con annessi colatoio e ossario da un lato, un sepolcro per i rettori della chiesa dall'altro, con ingresso indipendente. In questi locali è stato ricavato il museo civico di arte sacra.